# Helietta puberula
Helietta puberula är en vinruteväxtart som beskrevs av R. E. Fries. Helietta puberula ingår i släktet Helietta och familjen vinruteväxter. Inga underarter finns listade i Catalogue of Life.